# Huntingtina
Huntingtina (Htt) é a proteína codificada pelo gene HTT, também conhecido como gene IT15 ("interesting transcript 15"). A HTT mutante é a causa da doença de Huntington e tem sido estudada por este papel e também por seu envolvimento no armazenamento de memória de longo prazo.
É variável em sua estrutura, pois os diversos polimorfismos do gene podem levar a quantidades variáveis de resíduos de glutamina presentes na proteína. No seu alelo selvagem (forma normal), contém 6-35 resíduos de glutamina. No entanto, em indivíduos afetados pela doença de Huntington (uma doença genética autossômica dominante), ele contém mais de 36 resíduos de glutamina (o comprimento de repetição mais alto relatado é cerca de 250). Seu nome comumente usado é derivado desta doença; anteriormente, o rótulo IT15 era comumente usado.
A massa da proteína huntingtina depende muito do número de resíduos de glutamina que possui; a massa prevista é de cerca de 350 kDa. A huntingtina normal é geralmente aceita como tendo 3.144 aminoácidos de tamanho. A função exata dessa proteína não é conhecida, mas ela desempenha um papel importante nas células nervosas. Dentro das células, a huntingtina pode ou não estar envolvida na sinalização, transporte de materiais, proteínas de ligação e outras estruturas e protecção contra a apoptose, uma forma de morte celular programada. A proteína huntingtina é necessária para o desenvolvimento normal antes do nascimento. É expresso em muitos tecidos do corpo, com os níveis mais altos de expressão observados no cérebro.